# FK Dimitrowgrad
FK Dimitrowgrad – bułgarski klub piłkarski z siedzibą w Dimitrowgradzie założony w 1947 roku, grający obecnie w W AFG. Rozgrywa swoje mecze na stadionie Minjor o pojemności 6 000 widzów.